# Einwohnerentwicklung von Tübingen
Dieser Artikel gibt die Einwohnerentwicklung Tübingens tabellarisch und graphisch wieder.

## Einwohnerentwicklung

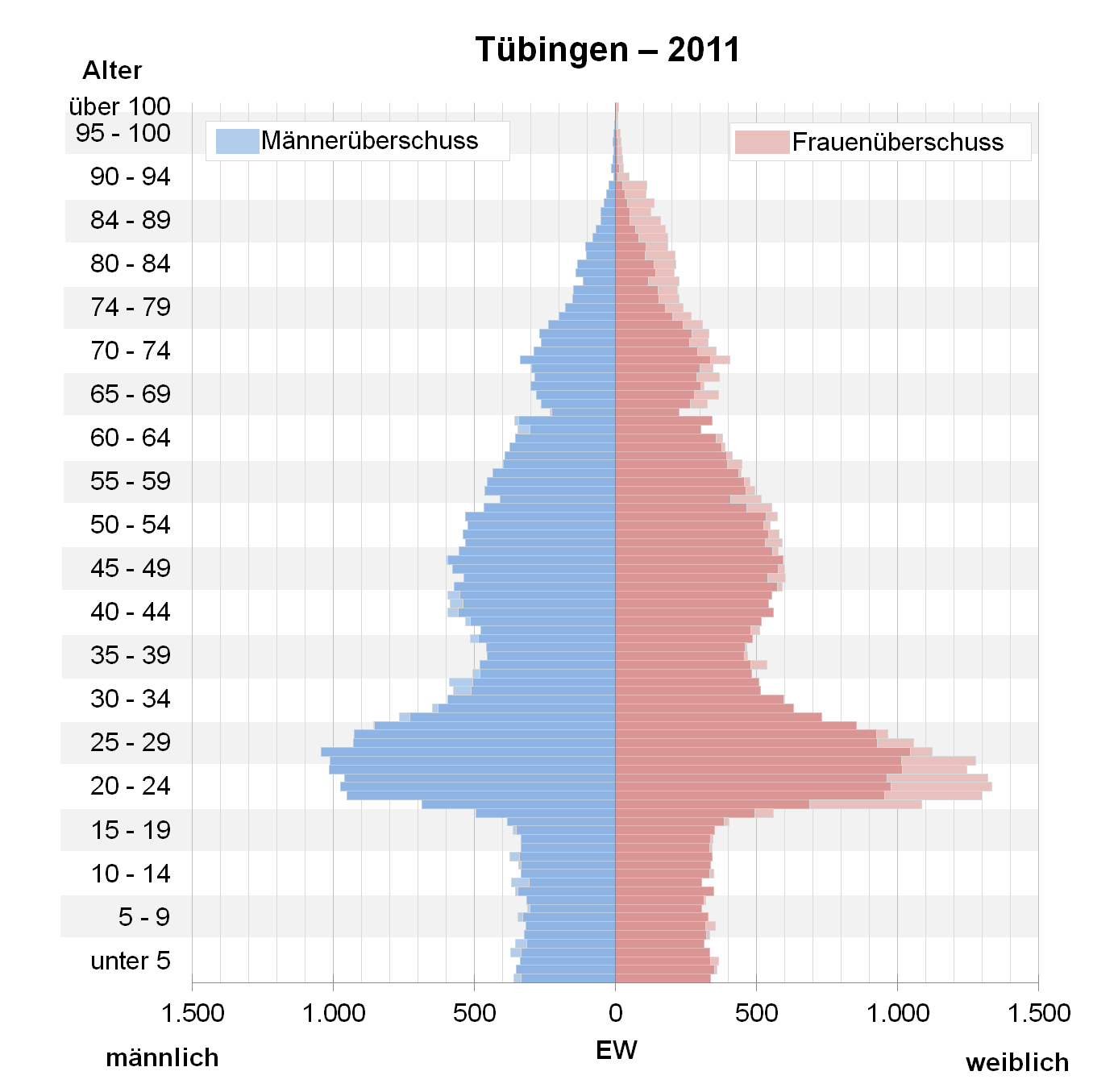
Bevölkerungspyramide für Tübingen (Datenquelle: Zensus 2011)

Im Mittelalter und der frühen Neuzeit hatte Tübingen nur wenige tausend Einwohner. Die Bevölkerung wuchs nur langsam und ging durch die zahlreichen Kriege, Seuchen und Hungersnöte immer wieder zurück. So forderten Pestepidemien 1348 und während des Dreißigjährigen Krieges 1634/35 zahlreiche Todesopfer. Erst mit dem Beginn der Industrialisierung im 19. Jahrhundert beschleunigte sich das Bevölkerungswachstum. Lebten 1818 erst 7.500 Menschen in der Stadt, so waren es 1900 bereits 15.000.
Bis 1939 verdoppelte sich die Einwohnerzahl auf 30.000. Durch zahlreiche Eingemeindungen Anfang der 1970er Jahre wuchs die Bevölkerung von 55.000 im Jahre 1970 auf 70.000 im Jahre 1973. Am 31. Dezember 2008 betrug die „Amtliche Einwohnerzahl“ von Tübingen nach Fortschreibung des Statistischen Landesamtes Baden-Württemberg 85.344 (nur Hauptwohnsitze und nach Abgleich mit den anderen Landesämtern). Zum 1. April 2009 führte Tübingen eine Zweitwohnungsteuer ein und veranlasste damit insb. zahlreiche Studierende, sich mit Erstwohnsitz in Tübingen anzumelden. Dies führte zu einem Einwohnerzuwachs und für Tübingen zu einer Zunahme der Finanzmittel aus dem kommunalen Finanzausgleich. Die Einwohnerzahlen ab 2008 sind durch die Teilzeitbewohner nicht mit den Zahlen bis 2007 vergleichbar.
Die folgende Übersicht zeigt die Einwohnerzahlen nach dem jeweiligen Gebietsstand. Bis 1828 handelt es sich meist um Schätzungen, danach um Volkszählungsergebnisse (¹) oder amtliche Fortschreibungen des statistischen Landesamtes. Die Angaben beziehen sich ab 1871 auf die „ortsanwesende Bevölkerung“, ab 1925 auf die Wohnbevölkerung und seit 1987 auf die „Bevölkerung am Ort der Hauptwohnung“. Vor 1871 wurde die Einwohnerzahl nach uneinheitlichen Erhebungsverfahren ermittelt.

### Bis 1970
(jeweiliger Gebietsstand)
| Jahr/Datum         | Einwohner |
| ------------------ | --------- |
| 1470               | 5.000     |
| 1594               | 3.800     |
| 1686               | 4.200     |
| 1793               | 6.583     |
| 1818               | 7.500     |
| 1828               | 7.238     |
| 3. Dezember 1834 ¹ | 8.610     |
| 3. Dezember 1840 ¹ | 8.660     |
| 3. Dezember 1861 ¹ | 8.708     |
| 3. Dezember 1864 ¹ | 8.734     |
| 1. Dezember 1875 ¹ | 10.500    |

| Datum              | Einwohner |
| ------------------ | --------- |
| 1. Dezember 1880 ¹ | 11.700    |
| 1. Dezember 1885 ¹ | 12.551    |
| 1. Dezember 1890 ¹ | 13.273    |
| 2. Dezember 1895 ¹ | 13.976    |
| 1. Dezember 1900 ¹ | 15.338    |
| 1. Dezember 1905 ¹ | 16.809    |
| 1. Dezember 1910 ¹ | 19.076    |
| 1. Dezember 1916 ¹ | 19.510    |
| 5. Dezember 1917 ¹ | 18.585    |
| 8. Oktober 1919 ¹  | 20.481    |
| 16. Juni 1925 ¹    | 20.266    |

| Datum                | Einwohner |
| -------------------- | --------- |
| 16. Juni 1933 ¹      | 23.257    |
| 17. Mai 1939 ¹       | 30.418    |
| 31. Dezember 1945    | 31.428    |
| 29. Oktober 1946 ¹   | 34.345    |
| 13. September 1950 ¹ | 37.506    |
| 25. September 1956 ¹ | 44.264    |
| 6. Juni 1961 ¹       | 49.631    |
| 31. Dezember 1965    | 52.601    |
| 27. Mai 1970 ¹       | 54.892    |

¹ Volkszählungsergebnis

### Ab 1971
(jeweiliger Gebietsstand)
| Datum             | Einwohner |
| ----------------- | --------- |
| 31. Dezember 1971 | 67.838    |
| 31. Dezember 1972 | 69.099    |
| 31. Dezember 1973 | 70.590    |
| 31. Dezember 1974 | 71.175    |
| 31. Dezember 1975 | 71.348    |
| 31. Dezember 1976 | 71.558    |
| 31. Dezember 1977 | 71.820    |
| 31. Dezember 1978 | 71.193    |
| 31. Dezember 1979 | 72.167    |
| 31. Dezember 1980 | 73.132    |
| 31. Dezember 1981 | 74.500    |

| Datum             | Einwohner |
| ----------------- | --------- |
| 31. Dezember 1982 | 74.766    |
| 31. Dezember 1983 | 75.013    |
| 31. Dezember 1984 | 75.333    |
| 31. Dezember 1985 | 75.825    |
| 31. Dezember 1986 | 76.122    |
| 25. Mai 1987 ¹    | 71.701    |
| 31. Dezember 1987 | 72.936    |
| 31. Dezember 1988 | 76.046    |
| 31. Dezember 1989 | 78.643    |
| 31. Dezember 1990 | 80.372    |
| 31. Dezember 1991 | 82.483    |

| Datum             | Einwohner |
| ----------------- | --------- |
| 31. Dezember 1992 | 83.175    |
| 31. Dezember 1993 | 83.553    |
| 31. Dezember 1994 | 82.260    |
| 31. Dezember 1995 | 81.769    |
| 31. Dezember 1996 | 81.911    |
| 31. Dezember 1997 | 81.222    |
| 31. Dezember 1998 | 80.944    |
| 31. Dezember 1999 | 81.128    |
| 31. Dezember 2000 | 81.347    |
| 31. Dezember 2001 | 82.444    |
| 31. Dezember 2002 | 82.885    |

| Datum             | Einwohner |
| ----------------- | --------- |
| 31. Dezember 2003 | 83.137    |
| 31. Dezember 2004 | 83.360    |
| 31. Dezember 2005 | 83.496    |
| 31. Dezember 2006 | 83.740    |
| 31. Dezember 2007 | 83.813    |
| 31. Dezember 2008 | 85.344    |
| 31. Dezember 2009 | 87.788    |
| 31. Dezember 2010 | 88.358    |
| 31. Dezember 2011 | 89.011    |
| 31. Dezember 2012 | 84.496    |
| 31. Dezember 2013 | 85.383    |

| Datum             | Einwohner |
| ----------------- | --------- |
| 31. Dezember 2014 | 85.871    |
| 31. Dezember 2015 | 87.464    |
| 31. Dezember 2016 | 88.347    |
| 31. Dezember 2017 | 89.447    |
| 31. Dezember 2018 | 90.546    |
| 31. Dezember 2019 | 91.506    |
| 31. Dezember 2020 | 91.077    |
| 31. Dezember 2021 | 91.877    |

¹ Volkszählungsergebnis
Quelle: Statistisches Landesamt Baden-Württemberg

## Bevölkerungsprognose
Die Bertelsmann Stiftung, Wegweiser Demographischer Wandel, liefert Daten zur Entwicklung der Einwohnerzahl von 2.959 Kommunen in Deutschland (Stand 2016).
Für Tübingen wurde ein Anstieg der Bevölkerung zwischen 2012 und 2030 um 5,1 Prozent (4.290 Personen) vorausgesagt. Dies wurde von der Realität mit 91.470 Menschen mit Erstwohnsitz (Stand Mai 2024) bereits deutlich überholt.
Absolute Bevölkerungsentwicklung 2012–2030 – Prognose für Tübingen (Hauptwohnsitze):

Vergleich der nebenstehenden Prognose mit der realen Entwicklung seit 1990

| Datum             | Einwohner |
| ----------------- | --------- |
| 31. Dezember 2012 | 84.380    |
| 31. Dezember 2020 | 88.790    |
| 31. Dezember 2025 | 88.990    |
| 31. Dezember 2030 | 88.670    |

Quelle: Bertelsmann-Stiftung

## Bevölkerungsstruktur
Die größten Gruppen der melderechtlich in Tübingen registrierten Ausländer kamen am 31. Dezember 2015 aus Griechenland (1.140), der Türkei (1.121), Italien (1.080), Kroatien (595), China (472), Syrien (433), den USA (400), Rumänien (385), Frankreich (324) und Österreich (304). Von der amtlichen Statistik als Ausländer nicht erfasst werden eingebürgerte Personen und als Deutsche in Deutschland geborene Kinder ausländischer Abstammung.
| Bevölkerung                 | Stand 31. Dezember 2015 |
| --------------------------- | ----------------------- |
| Einwohner mit Hauptwohnsitz | 87.172                  |
| davon männlich              | 41.496                  |
| weiblich                    | 45.676                  |
| Deutsche                    | 75.185                  |
| davon männlich              | 35.620                  |
| weiblich                    | 39.565                  |
| Ausländer                   | 11.987                  |
| davon männlich              | 5.876                   |
| weiblich                    | 6.111                   |
| Ausländeranteil in Prozent  | 13,8                    |

Quelle: Stadt Tübingen

## Stadtteile
Die Einwohnerzahlen beziehen sich auf den 31. Dezember 2015 (Haupt- und Nebenwohnsitze).
| Stadtteil       | Einwohner | Männlich | Weiblich | D/A * | D/A in % | Ausländerzahl | Ausländer in % |
| --------------- | --------- | -------- | -------- | ----- | -------- | ------------- | -------------- |
| Bebenhausen     | 326       | 155      | 171      | 9     | 2,8      | 29            | 8,9            |
| Bühl            | 2.112     | 1.036    | 1.076    | 124   | 5,9      | 203           | 9,6            |
| Derendingen     | 6.982     | 3.315    | 3.667    | 395   | 5,7      | 1.122         | 16,1           |
| Hagelloch       | 1.669     | 792      | 877      | 64    | 3,8      | 89            | 5,3            |
| Hirschau        | 3.304     | 1.625    | 1.679    | 179   | 5,4      | 326           | 9,9            |
| Kilchberg       | 1.235     | 606      | 629      | 61    | 4,9      | 93            | 7,5            |
| Lustnau         | 10.102    | 4.813    | 5.289    | 490   | 4,9      | 1.030         | 10,2           |
| Pfrondorf       | 3.316     | 1.569    | 1.747    | 111   | 3,3      | 239           | 7,2            |
| Tübingen        | 53.865    | 25.474   | 28.391   | 4.003 | 7,4      | 8.310         | 15,4           |
| Unterjesingen   | 2.559     | 1.307    | 1.252    | 122   | 4,8      | 338           | 13,2           |
| Weilheim        | 1.431     | 706      | 725      | 47    | 3,3      | 167           | 11,7           |
| Tübingen gesamt | 87.172    | 41.496   | 45.676   | 5.766 | 6,6      | 11.987        | 13,8           |

D/A = Deutsche mit einer weiteren ausländischen Staatsangehörigkeit
Quelle: Stadt Tübingen